# Andrzej Munk
Andrzej Munk (Cracovia, 16 de octubre de 1921 – Łowicz, 20 de septiembre de 1961) fue un director de cine, guionista y documentalista polaco, considerado uno de los artistas muy influyentes de la historia de la Polonia postestalinista. Sus obras Sangre sobre los rieles (Człowiek na torze, 1956), Heroica (Heroism, 1958), Mala suerte (Zezowate szczęście, 1960), y La pasajera (Pasażerka 1963) son considerados clásicos del cine polaco. Falleció a causa de un accidente de tráfico al colisionar su coche con un camión cerca de Łowicz.

## Biografía
Andrzej Munk nació en Cracovia en el seno de una familia judía. Poco antes del inicio de la Segunda Guerra Mundial Munk se graduó en el gimnasio y decide trasladarse en pleno conflicto a Varsovia, donde se ve obligado a esconderse por su condición judía. Con nombre falso trabajó como operario de la construcción. En 1944 Munk tomó parte en el Alzamiento de Varsovia. Después de la capitulación, intentó dejar la ciudad y retornar a Cracovia, desplazándose después a la localidad de Kasprowy Wierch, donde empieza a trabajar como conserje en la estación teleférico.
Después de la guerra Munk regresó a Varsovia y se unió a la Facultad de Arquitectura reabierta en la Universidad de Tecnología de Varsovia. Debido a problemas de salud, dejó la universidad y luego estudió derecho en Universidad de Varsovia. Finalmente se mudó a Łódź, donde se unió a la Escuela de Cine y Teatro de Łódź. Se graduó en 1951 y comenzó a trabajar como camarógrafo para la Polska Kronika Filmowa. En este período Munk terminó varios cortometrajes y documentales. En 1948 se unió al Partido Obrero Unificado Polaco, pero en 1952 fue expulsado por "comportamiento culpable".

## Carrera
En 1956 terminó Sangre sobre los rieles ("Człowiek na torze"), una de las películas polacas más importantes de la década de 1950. Al año siguiente comenzó a dar conferencias en su alma mater. En 1957 terminó Heroica, un conjunto de dos novelas cinematográficas sobre la idea polaca del heroísmo y la virtud. En 1960 Munk terminó su tercera película, Mala suerte ("Zezowate szczęście"), una tragicomedia de un polaco que siempre se encuentra en el lugar equivocado y en el momento equivocado.
Munk murió en un accidente de coche cerca de Łowicz el 20 de septiembre de 1961, mientras se dirigía a su casa procedente del campo de concentración de Auschwitz, donde estaba rodando su última película, La pasajera (Pasażerka, 1963).
Desde 1965, la Escuela de Cine de Łódź otorga el mejor debut con el nombre del "Premio Cinematográfico Andrzej Munk". El Festival Internacional de Cine de Venecia organizó en 2001 un festival retrospectivo de toda su filmografía.

## Filmografía
- 1951 - Kierunek Nowa Huta - documental
- 1953 - Palabra de ferroviario (Kolejarskie słowo) - documental
- 1954 - Le stelle devono brillare (Gwiazdy muszą płonać) - documental
- 1955 - El hombre de la cruz azul (Błękitny krzyż)
- 1955 - Una mañana de domingo (Niedzelny poranek) - documental
- 1957 - Sangre sobre los rieles (Człowiek na torze)
- 1958 - Heroica (Eroica)
- 1958 - La monaca (Zakonnica)
- 1958 - Una passeggiata nella città vecchia (Spacerek staromiejski) - documental
- 1960 - Mala suerte (La fortuna strabica - Zezowate szczęście)
- 1963 - La pasajera (Pasażerka)

## Premios y distinciones
Festival Internacional de Cine de Venecia
| Año  | Categoría            | Película                    | Resultado |
| ---- | -------------------- | --------------------------- | --------- |
| 1955 | Mejor director novel | Los hombres de la cruz azul | Ganador   |
| 1964 | Secciones paralelas  | La pasajera                 | Ganador   |